# Dauphin (fromage)
Pour les articles homonymes, voir Dauphin (homonymie), Losange (homonymie) et Baguette.
Dauphin, baguette laonnoise, baguette de thiérache, losange sont des appellations désignant un fromage français au lait de vache affilié au maroilles et fabriqué dans le pays de la Thiérache (ou Avesnois) historique situé dans les départements administratifs du Nord et de l'Aisne en France.

## Histoire

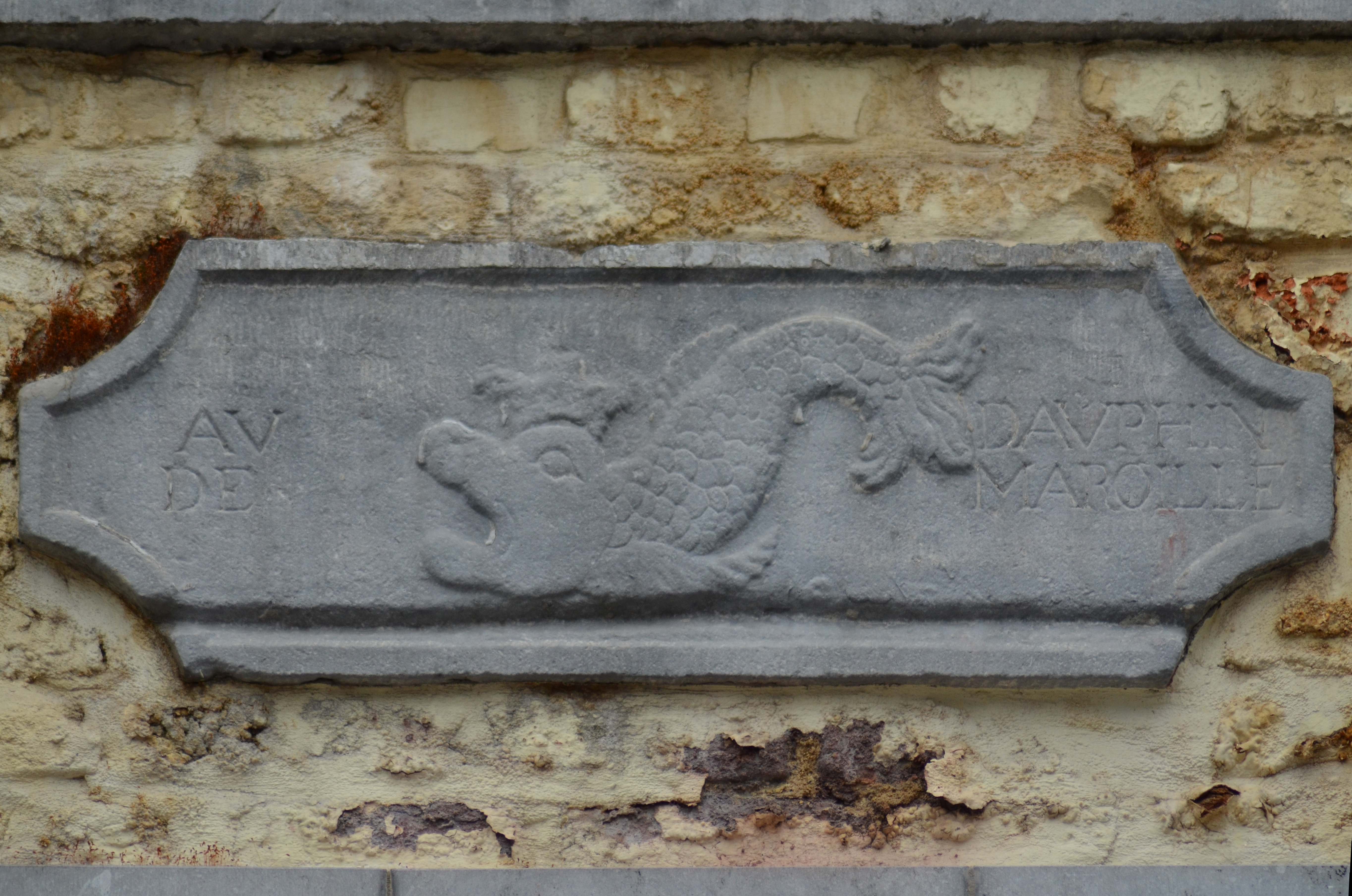
Enseigne « Au dauphin de maroille », place du Marché aux herbes à Mons.

Deux versions sur l'origine de ce fromage alors uniquement en forme de dauphin cohabitent :
- Au XVe siècle (1400), Charles VII de France exempte les charretiers de Maroilles de droit de passage. Par reconnaissance de cet acte appelé « Droits du Dauphin », un fromage en forme de dauphin est créé.
- Au XVIIe siècle, pour une visite du dauphin alors enfant, les moines de l'abbaye de Maroilles ont élaboré un fromage plus doux que le fromage de maroilles en ajoutant des herbes et épices.

Le formage en dauphin, obtenu grâce à des moules de bois, a régressé avec l'imposition des normes d'hygiène et l'absence de moules métalliques correspondants.

## La région de production
Ce pays se singularise par un relief formé de petits ravins, de prairies et de bois arrosés par des pluies abondantes.

## Méthode d'obtention
Préparé avec du maroilles frais (à peine sorti du moule), la pâte est rapidement mélangée et malaxée avec des herbes et des épices — estragon, poivre, parfois clous de girofle — avant 2 ou 3 mois de repos en cave où sa croûte est souvent lavée à l’eau salée et va brunir pour devenir orangée.
Aujourd'hui, les agriculteurs emploient majoritairement des formes carrées, rectangulaires ou en losange pour des raisons de coûts. Souvent, seuls les industriels ayant les moyens de s'offrir et de faire réaliser des moules métalliques en forme de dauphin.  